# اچ‌ام‌اس نارکیسوس (۱۷۸۱)
اچ‌ام‌اس نارکیسوس (۱۷۸۱) (به انگلیسی: HMS Narcissus (1781)) یک کشتی بود که طول آن ۱۰۸ فوت (۳۳ متر) بود. این کشتی در سال ۱۷۸۱ ساخته شد.